# Max Turner
Martin Maximillian Barnaby Turner, kurz Max Turner, FRSA (* 1947) ist ein britischer Neutestamentler, emeritierter Professor für Neues Testament der London School of Theology und baptistischer Geistlicher.

## Leben
Turner studierte an der Cambridge University Medizin und Theologie. Dort erlangte er auch seinen Ph.D. mit einer Dissertation (1980) zur Apostelgeschichte.
Seit 1974 lehrte und forschte Turner beinahe durchgehend am London Bible College (später LST). Eine Ausnahme bildete eine fünfjährige Periode als Dozent an der Universität Aberdeen. Im Jahr 1991 kehrte er an das LBC zurück und nahm dort die Position des Forschungsdirektors wahr. Fünf Jahre später, 1996, wurde Turner dann stellvertretender Rektor. 2011 erfolgte seine Emeritierung.
Zum 65. Geburtstag Turners wurde eine Festschrift unter dem Titel The Spirit and Christ in the New Testament and Christian theology veröffentlicht, darin unter anderem Beiträge von: Richard Bauckham, D. A. Carson, James D. G. Dunn, Veli-Matti Kärkkäinen und I. Howard Marshall.
Turner publizierte vor allem zu pneumatologischen und christologischen Fragestellungen. Seine bekannteste Arbeit behandelt den Heiligen Geist in der Apostelgeschichte des Lukas. Power from on high. The spirit in Israel’s restoration and witness in Luke - Acts (1996) baut auf seiner Dissertation auf und führt Turners rund 20-jährige Beschäftigung mit der lukanischen Pneumatologie zusammen.

## Privates
Max Turner ist mit Lucy Turner verheiratet und hat zwei erwachsene Kinder, einen Sohn und eine Tochter.

## Veröffentlichungen (Auswahl)
- mit Peter Cotterell: Linguistics & biblical interpretation. Inter-Varsity Press, Downers Grove, Ill. 1989, ISBN 0-8308-1751-4.
- mit Joel B. Green (Hrsg.): Jesus of Nazareth. Lord and Christ ; essays on the historical Jesus and New Testament christology. Eerdmans, Grand Rapids, Mich. 1994, ISBN 978-0802837509.
- Power from on high. The spirit in Israel’s restoration and witness in Luke - Acts. Sheffield Academic Pr, Sheffield 1996, ISBN 1-85075-756-9.
- The holy spirit and spiritual gifts. Then and now. Paternoster Press, Carlisle 1996, ISBN 0-85364-758-5.
- mit Joel B. Green (Hrsg.): Between two horizons. Spanning New Testament studies and systematic theology. Eerdmans, Grand Rapids, Mich. 2000, ISBN 978-0802845412.
- Baptism in the Holy Spirit. Grove Books Limited, Cambridge 2000, ISBN 978-1851744473.